# Hecho a mano (álbum de Joss Favela)
Hecho a mano es el álbum de estudio debut del cantautor mexicano Joss Favela lanzado el 6 de mayo de 2016 por el sello Sony Music.

## Lista de canciones
Todas las canciones escritas y compuestas por Joss Favela. 
| N.º   | Título                       | Duración |  |
| 1.    | «Bonita»                     | 3:27     |  |
| 2.    | «Me gusta verte arrepentida» | 2:47     |  |
| 3.    | «Cuando fuimos nada»         | 3:37     |  |
| 4.    | «Aprovecha y vete»           | 3:39     |  |
| 5.    | «No vuelvas a llamarme»      | 3:07     |  |
| 6.    | «Porque no te enamoras»      | 3:26     |  |
| 7.    | «Hoy cena Pancho»            | 2:27     |  |
| 8.    | «Beso a beso»                | 3:01     |  |
| 9.    | «He nacido para amarte»      | 3:44     |  |
| 10.   | «Puedes dárselas a otro»     | 2:11     |  |
| 11.   | «La carreta»                 | 3:06     |  |
| 34:53 |                              |          |  |

## Créditos
- Joss Favela: Productor, arreglos, bajo quinto y guitarra
- Ricardo Orrantia: Productor, arreglos, ingeniero de grabación, mezcla y masterización
- Batería: Edgar Buelna
- Luis Héctor Angulo: Acordeón
- Luis Muñóz: Tuba
- Guadalupe Sánchez: Percusiones
- Pánfilo Vilanueva: Asistente
- Estudio Mi Sol Music

## Posicionamiento en listas
| Listas (2016)                                      | Mejor posición |
| -------------------------------------------------- | -------------- |
| Estados Unidos Regional Mexican Albums (Billboard) | 6              |
| Estados Unidos Top Latin Albums (Billboard)        | 13             |